# Vakumsko taloženje
Vakumsko taloženje (engl.  Physical vapor deposition, PVD; raspršivanje kondenzacije iz parne (plinske) faze) - grupa tehnika taloženja prevlaka (tanki filmovi) u vakuumu, pri čemu se prevlaka dobiva izravnom kondenzacijom parom nanesenog materijala.
Postoje sljedeće faze vakuumskog taloženja:
1.Stvaranje plina (pare) iz čestica koje će se taložiti;
2.Transport pare do podloge;
3.Kondenzacija pare na podlozi i formiranje prevlake;

## Opis postupka
Svim ovim postupcima zajedničko je da se materijal koji se taloži nalazi u čvrstom obliku u vakuumskoj komori za oblaganje. Kad se bombardira laserskim zrakama, magnetno odbijenim ionima ili elektronima, kao i lučnim pražnjenjem, materijal zvan meta (engl. target) isparava. Udio atoma, iona ili većih nakupina u pari razlikuje se od postupka do postupka. Ispareni materijal kreće se kroz komoru balistički ili vođen električnim poljima i udara u dijelove koji se trebaju presvući, gdje nastaje sloj.
Da bi čestice pare došle do komponenata i ne bi se izgubile zbog raspršivanja na česticama plina, potrebno je raditi u vakuumu. Tipični radni tlakovi su u rasponu od 10^(-4) Pa do približno 10 Pa. Budući da se čestice pare šire pravocrtno, područja koja nisu vidljiva s mjesta izvora pare premazuju se nižom brzinom prevlačenja. Ako se sve površine moraju obložiti što homogenije, dijelovi se tijekom premazivanja moraju na prikladan način premjestiti. To se obično radi okretanjem podloge.
Ako čestice pare udare u podlogu, počinju se taložiti na površini kondenzacijom. Čestice se ne zadržavaju tamo gdje udaraju o podlogu, već se kreću, ovisno o tome kolika im je energija, duž površine (površinska difuzija) kako bi pronašle energetski povoljnije mjesto. 
Kako bi se povećala brzina oblaganja i homogenost sloja, sustavi se malo mijenjaju, ovisno o postupku prevlačenja i materijalu koji se taloži. Primjerice, tijekom toplinskog isparavanja na dijelove koji se isparavaju primjenjuje se negativni napon. To ubrzava pozitivno nabijene čestice pare ili metalne ione.

## Primjena

### Pojačanje površina
Alati izrađeni od presvučenih materijala za rezanje danas se uglavnom koriste, posebno u sektoru strojne obrade. Tvrde prevlake na bazi titan-nitrida (TiN), titan-karbonitrida (TiCN) ili titan-aluminij-nitrida (TiAlN) danas se uglavnom koriste kao obloge.  Već početkom 1990-ih, različiti istraživački instituti istraživali su daljnje moguće primjene u području prevlačenja alata za lijevanje aluminija i magnezija. Za ove primjene, sustavi prevlaka na bazi kroma, kao što je krom nitrid (CrN), a koriste se i krom vanadijev nitrid (CrVN) i krom aluminijev nitrid (CrAlN). Prevlake od CrN-a također se često koriste za zaštitu od korozije.

### Mikroelektronika
PVD slojevi koriste se u mikroelektronici npr. koristi se za proizvodnju slojeva metala ili (organskih) poluvodiča. U sektoru zabavne elektronike nosači podataka poput tvrdih diskova, CD-a i DVD-a presvučeni su PVD postupkom.

### Zaštita površina
Polietilenski filmovi u prehrambenoj industriji (npr. vrećice čipsa) imaju iznutra tanki PVD sloj kao parnu barijeru. U mnogim drugim primjenama plastike (npr. za zaštitu od trošenja, u optičke i dekorativne svrhe) sve se više koriste postupci PVD prevlačenja na niskim temperaturama (sobna temperatura). Arhitektonsko staklo ili zasloni također su prekriveni zaštitnim slojevima pomoću PVD postupka.

### Gorive ćelije
U gorivim ćelijama, posebno u čvrstim oksidnim gorivim ćelijama, PVD može generirati elektrolite kako bi se dobili najtanji mogući elektroliti koji povećavaju električne performanse ćelija.

### Gorivi elementi
Novija primjena je u proizvodnji nuklearnih gorivnih elemenata. Prije oblaganja sloj barijere izrađen od npr. cirkonija na urano-molibdenskim folijama (U-Mo) taložen u pari. To sprječava neželjenu difuziju između goriva (U-Mo) i kućišta gorivog elementa (aluminij) tijekom rada.